# Maioridade

Idade legal com
16
17
18
18 e 19
19
20
21
Sem maioridade

No ordenamento jurídico de um país, a maioridade é a condição legal para a atribuição da plena capacidade de ação de uma pessoa que decorre ao se alcançar uma idade cronológica previamente estabelecida. Este dispositivo é motivado pela necessidade de que a pessoa tenha adquirido uma maturidade intelectual e física suficiente para ter vontade válida para operar os atos da vida civil.
A idade da maioridade não deve ser confundida com a idade de consentimento sexual, idade de casamento, idade de abandono escolar, idade legal para consumo de bebidas alcoólicas, idade para dirigir veículos, idade para votar, idade para fumar, etc., que podem ser independentes, e serem definidas em uma idade diferente da idade da maioridade.

## Explicação
A idade da maioridade pode ser confundida com um conceito similar, a idade de licença, que também pertence ao limiar da idade adulta, mas de uma forma muito mais ampla e abstrata. Como um termo legal da arte, "licença" significa "permissão", e pode implicar um direito legal ou privilégio. Assim, uma idade de licença é uma idade em que a pessoa tem permissão legal do governo para fazer alguma coisa. A maioridade, por outro lado, é um reconhecimento legal, de que alguém se tornou um adulto.
Maioridade pertence exclusivamente à aquisição do controle sobre as decisões e ações de uma pessoa, bem como o termo correlativo da autoridade legal dos pais ou responsável(s), no lugar de pai(s).
Muitas idades de licença estão correlacionadas com a idade da maioridade, mas elas não deixam de ser, legalmente, conceitos distintos. Não é preciso ter atingido a idade da maioridade para ter permissão de exercer certos direitos e responsabilidades. Algumas idades de licença são realmente superiores à maioridade. Por exemplo, a idade de licença para comprar Bebida alcoólica é 21 em todos os estados dos Estados Unidos. Outro exemplo é a idade de voto, que antes da década de 1970, nos Estados Unidos, era 21 anos, enquanto a idade da maioridade era 18 anos na maioria dos estados. Na República da Irlanda, a maioridade é 18, mas é preciso ter mais de 21 anos de idade para elegibilidade para as câmaras dos Oireachtas. No Brasil, 18 anos é a idade mínima para que pessoas possam se candidatar a cargos de Vereador. 21 anos para os cargos de Deputado Federal, Deputado Estadual ou Distrital, Prefeito, Vice-Prefeito e juiz de paz. 30 anos para Governador e Vice-Governador de Estado e do Distrito Federal e 35 anos para Presidente e Vice-Presidente da República. Um adolescente que está legalmente emancipado por um tribunal de uma jurisdição competente automaticamente atinge a sua maturidade após a assinatura da ordem judicial. Apenas a emancipação confere o estatuto da maioridade antes de uma pessoa realmente alcançar a maioridade.
Em quase todos os lugares, menores que estão casados são automaticamente emancipados. Alguns lugares também fazem o mesmo para os menores que estão nas forças armadas ou que atingiu um certo grau ou diploma.

## Idades cronológicas estabelecidas por país
| - Irã (homem) - Arábia Saudita - Iêmen - Cuba - Camboja - Mianmar - Timor-Leste - Coreia do Norte - Argélia - Canadá - Nova Escócia - Nova Brunsvique - Colúmbia Britânica - Terra Nova e Labrador - Territórios do Noroeste - Yukon - Nunavut - Estados Unidos - Alabama - Nebrasca - Nova Zelândia - Taiwan (República da China) - Tailândia - Coreia do Sul - Barém - Camarões - Egito - Gabão - Granada - Honduras - Costa do Marfim - Cuaite - Lesoto - Madagascar - Namíbia - Singapura - Essuatíni - Emirados Árabes Unidos - Estados Unidos - Mississipi - Porto Rico - Zâmbia | - Afeganistão - Albânia - Samoa Americana - Andorra - Argentina - Angola - Austrália - Áustria - Baamas - Bangladexe - Barbados - Bielorrússia - Bélgica - Butão - Bolívia - Bósnia e Herzegovina - Brasil - Brunei - Bulgária - Burundi - Canadá - Alberta - Manitoba - Ontario - Ilha do Príncipe Eduardo - Quebec - Saskatchewan - Chile - China - Colômbia - Costa Rica - Croácia - Chipre - República Tcheca - Dinamarca (incl. Ilhas Faroé e Groenlândia) - Djibuti - Dominica - República Dominicana - Equador - El Salvador - Fiji - Finlândia - França - Alemanha - Geórgia - Gana - Grécia - Guatemala - Guiné - Guiné-Bissau - Guiana - Haiti - Honcongue - Hungria - Islândia - Índia - Indonésia - Iraque - Irlanda - Israel - Itália - Jamaica - Japão - Jordânia - Quênia - Quirguistão - Laos - Letônia - Líbano - Listenstaine - Lituânia - Luxemburgo - Macedônia do Norte - Maláui - Malásia - Malta - Mauritânia - Ilhas Maurício - México - Moldávia - Mônaco - Mongólia - Montenegro - Nepal - Países Baixos - Noruega - Omã - Palau - Palestina - Panamá - Paraguai - Peru - Filipinas - Polônia - Portugal - Catar - Romênia - Rússia - Rwanda - São Cristóvão e Nevis - Samoa - Seicheles - Eslováquia - Eslovênia - Somália - África do Sul - Espanha - Sri Lanca - Sudão - Suécia - Suíça - Síria - Tajiquistão - Tanzânia - Trindade e Tobago - Tunísia - Turquia - Ucrânia - Reino Unido - Inglaterra - País de Gales - Irlanda do Norte - Dependências da Coroa - Ilha de Man - Jérsei - Gibraltar - Guérnesei - Estados Unidos todos os estados e territórios exceto Alabama (19), Nebrasca (19), Porto Rico (21) e Mississípi (21) - Uruguai - Uzbequistão - Venezuela - Zimbábue |

## No Brasil
Segundo o Artigo 5º do Código Civil de 2002, a menoridade cessa nos seguintes casos:
- O jovem tenha completado 18 anos de idade.
- Por emancipação, dada por juiz mediante autorização de um dos pais, ou, sem necessidade de intervenção do juiz, mediante simples registro público efetuado por ambos os pais e pelo menor em cartório, em qualquer dos casos o menor deverá ter ao menos 16 anos completos.
- Pelo casamento.
- Pelo exercício de emprego público efetivo.
- Pela colação de grau em curso de ensino superior.
- Pelo estabelecimento civil ou comercial, ou pela existência de relação de emprego, desde que com elas, o menor tenha economia própria e tenha 16 anos completos.

No Brasil, o direito ao voto é garantido pela Constituição Federal a partir dos 16 anos, sendo obrigatório a partir dos 18 anos.
Para efeitos militares, a menoridade cessa aos 18 anos, quando jovens podem ser alistados nas forças armadas.
Para efeito de trabalho, a incapacidade cessa aos 16 anos. Jovens de 14 anos só podem ser empregados como aprendizes. Se o trabalho for noturno, insalubre ou perigoso, a idade mínima é de 18 anos completos.
Para efeito de relações sexuais, a incapacidade de consentir cessa aos 14 anos sendo proibida a prostituição ou pornografia até os 18 anos completos.

## Religião
Na Bíblia, 20 anos de idade é o ponto em que as pessoas eram consideradas totalmente responsáveis por suas ações, capazes de se juntarem as forças armadas, tinham de pagar impostos, etc. Na Igreja Católica Romana, a maioridade é de 18 anos.
No Judaísmo aos 13 anos para os homens (Bar Mitzvah), ou aos 12 anos para as mulheres (Bat Mitzvah), uma pessoa é considerada um adulto.